# Tribalus kanaari
Tribalus kanaari är en skalbaggsart som beskrevs av Vienna 1993. Tribalus kanaari ingår i släktet Tribalus och familjen stumpbaggar. Inga underarter finns listade i Catalogue of Life.